# ジェイムズ・コリアー
ジェイムズ・ウィリアム・コリアー（英語: James William Collier, 1872年9月28日 - 1933年9月28日）は、アメリカ合衆国・ミシシッピ州出身の政治家。同州選出の連邦下院議員（ミシシッピ州8区）として12期24年の任期を務めた。第51代下院歳入委員長。所属政党は民主党。

## 概要
1872年9月28日、ミシシッピ州ウォーレン郡ヴィックスバーグ近郊のグレンウッド農園で誕生。1894年にミシシッピ大学法学部を卒業。同年、ミシシッピ州で弁護士資格を取得し、故郷ヴィックスバーグで事務所を開業する。ミシシッピ州下院議員（1896年 - 1899年）やウォーレン郡の巡回裁判所書記官（1900年 - 1909年）を歴任。1908年に民主党員としてミシシッピ州8区から下院議員選挙に出馬すると、対立候補もなく当選を果たす。その後も対立候補のない選挙が続き、最も得票率が低かった1920年選挙でさえも95.4%の得票率で当選している。
12期目となった第72議会（1931年-1933年）で第51代下院歳入委員長を務めたが、1930年の国勢調査の選挙区改廃で1932年選挙からミシシッピ州8区が廃止されることが決定。ミシシッピ州7区から出馬したが、予備選で7区現職のローレンス・エルゼイに2倍以上の票差をつけられ敗北した。
議員引退後はフランクリン・ルーズベルト政権でアメリカ関税委員会の委員に任命されたが、1933年9月28日、ワシントンD.C.で死去。ヴィックスバーグのシーダー・ヒル墓地（Cedar Hill Cemetery）に埋葬された。